# Trofeo Melinda 2012
La Trofeo Melinda 2012, ventunesima edizione della corsa e valida come evento dell'UCI Europe Tour 2012 categoria 1.1, si svolse il 2 giugno 2012 su un percorso di 198,5 km. Fu vinta dal colombiano Carlos Alberto Betancur che terminò la gara in 5h02'35", alla media di 39,36 km/h.
Al traguardo 29 ciclisti portarono a termine il percorso.

## Ordine d'arrivo (Top 10)
| Pos. | Corridore               | Squadra       | Tempo    |
| ---- | ----------------------- | ------------- | -------- |
| 1    | Carlos Alberto Betancur | Acqua & Sap.  | 5h02'35" |
| 2    | Moreno Moser            | Liquigas      | s.t.     |
| 3    | Giampaolo Caruso        | Katusha       | s.t.     |
| 4    | Davide Rebellin         | Meridiana     | a 3"     |
| 5    | Franco Pellizotti       | Androni Gioc. | a 6"     |
| 6    | Francesco Failli        | Farnese Vini  | s.t.     |
| 7    | Domenico Pozzovivo      | Colnago       | a 8"     |
| 8    | Gianluca Brambilla      | Colnago       | s.t.     |
| 9    | Aleksandr Kolobnev      | Katusha       | a 12"    |
| 10   | Przemysław Niemiec      | Lampre-ISD    | a 20"    |